# ヒサリャ
ヒサリャ（ブルガリア語: Хиса̀ря / Hisarya）は、ブルガリア中部の町、およびそれを中心とした基礎自治体であり、プロヴディフ州に属する。

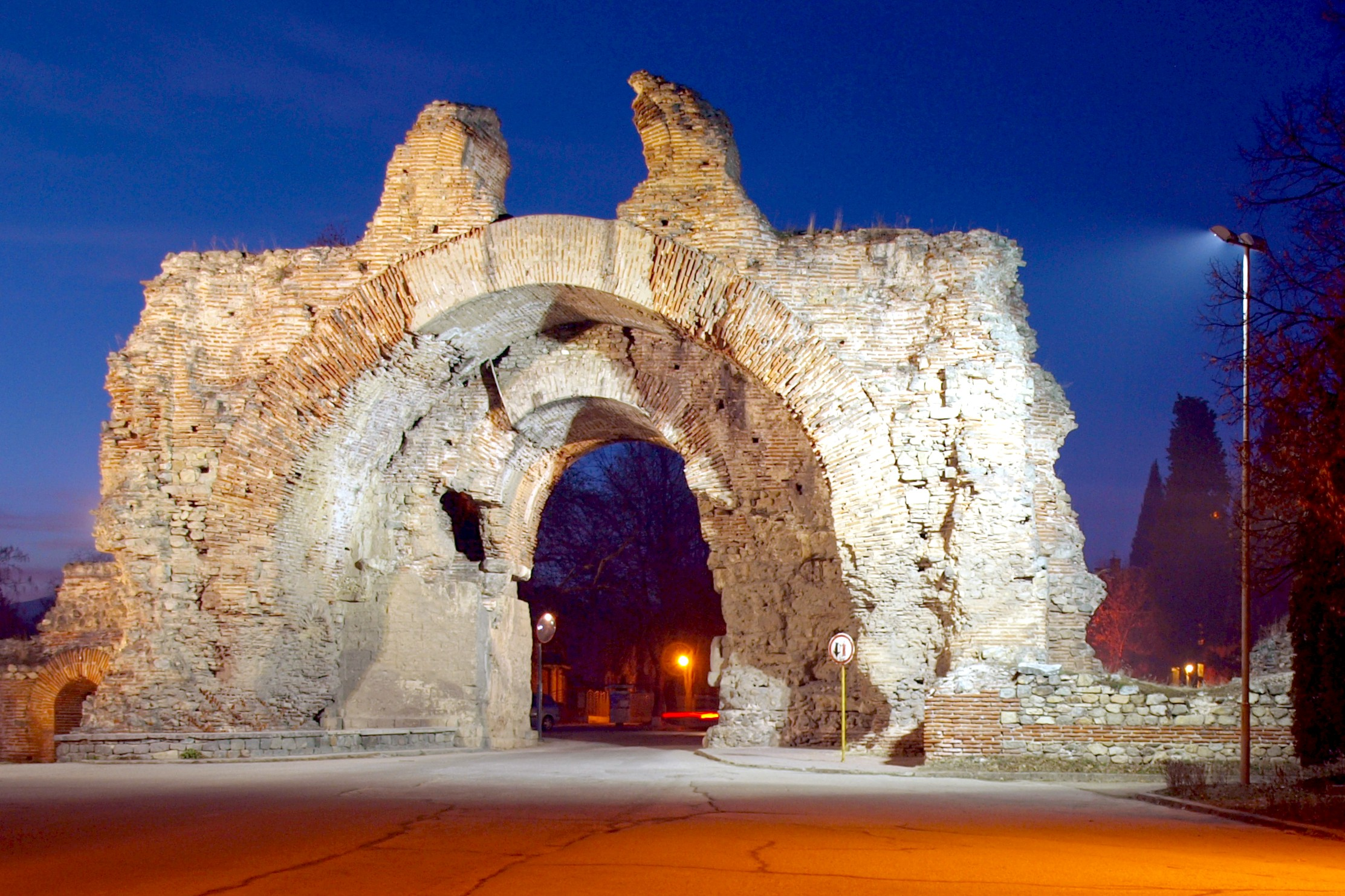
古代ローマ後期の要塞の南門跡

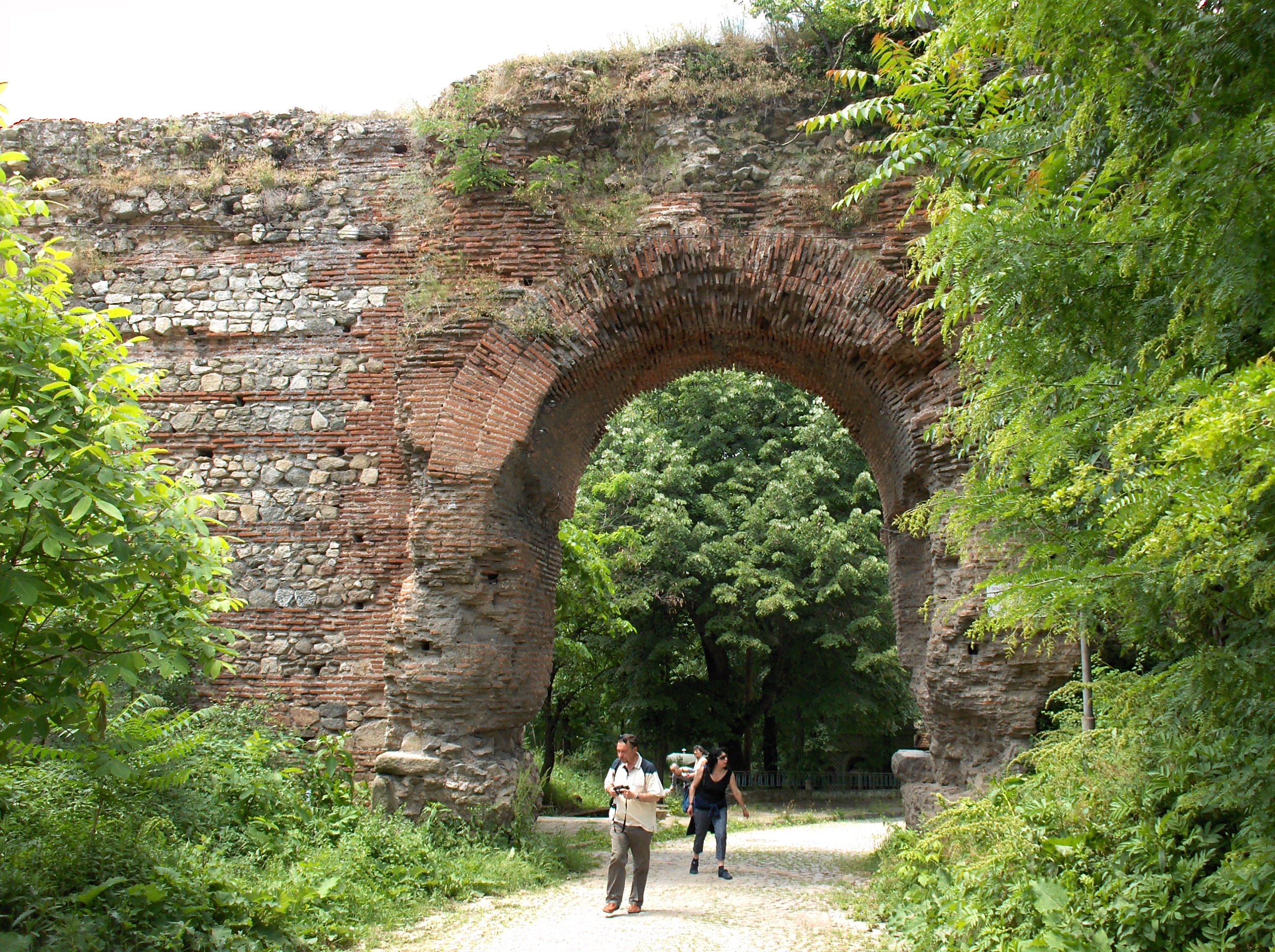
要塞の東門

スレドナ・ゴラ山脈の山麗に位置し、気候は穏やかで、20を超える泉源のある温泉地で、ブルガリア国内外から多くの観光客がスパ・リゾートに訪れる。

## 歴史

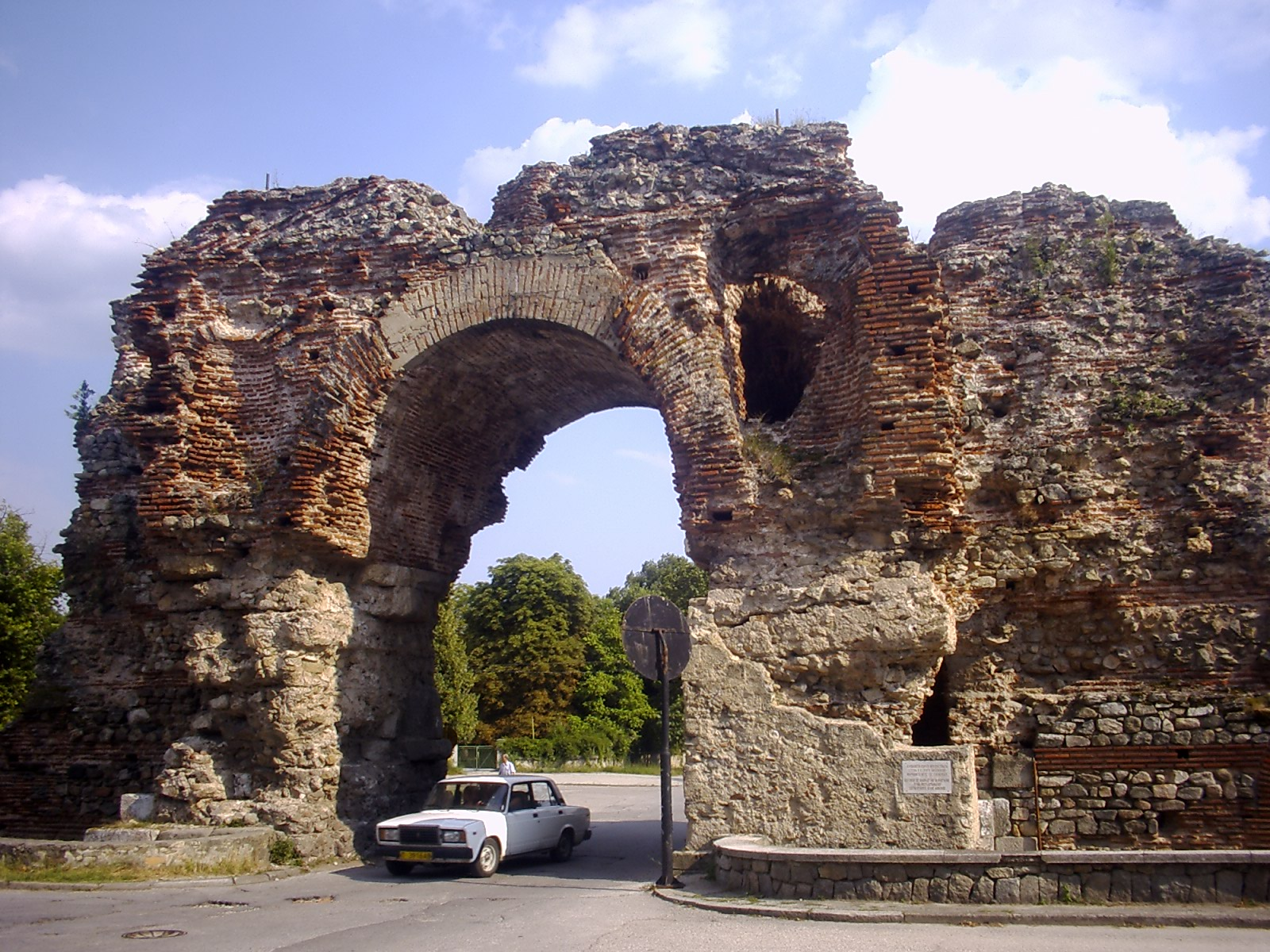
古代ローマ後期の要塞跡

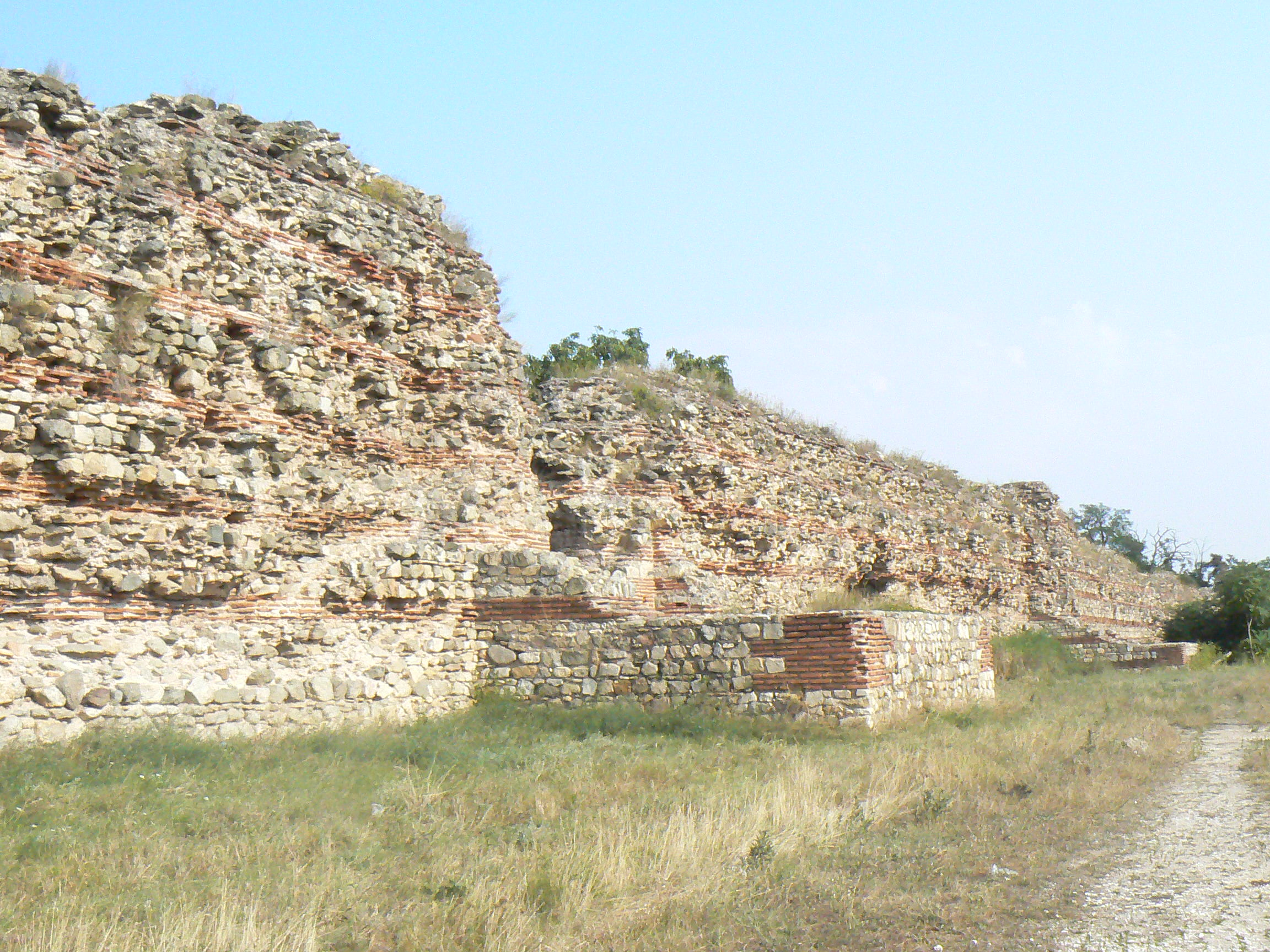
要塞跡

温泉が湧き出ることにより、古代より人がこの地に居住してきた。こんにちの街の中心からは前史時代の遺物が見つかっている。後にトラキア人、そしてローマ人の街となり、この地域の主要都市のひとつとなった。歴史上、ローマ皇帝の名をとってアウグスタ、あるいはディオクレティアノポリスなどと呼ばれてきており、セプティミウス・セウェルス自身がここを訪れたことからも、古代からすでにリゾート地となっていたことが知れる。
ローマ時代の遺跡は街の至る所に残されており、公共施設や劇場、兵舎、初期キリスト教時代の聖堂の土台、そして街を取り巻く城壁の跡などがみられる。要塞の南門は、20世紀初頭に部分的な修復がされるまではアーチの中央部分が失われており、2頭のラクダが向かい合っているように見えたため、「ラクダ」と呼ばれている。
ローマ帝国の没落後、街の繁栄は失われ、この地がブルガリア領となるころには小さな要塞都市に過ぎない規模となっていた。オスマン帝国統治下でも街の没落は続き、かつて繁栄したローマ都市は、一時は大量のローマ遺跡の上に2棟の小屋が建つのみで、付近の農民が石を採取するために使われるまでに至り、多くの遺跡がこの過程で破壊された。
1878年にブルガリアがオスマン帝国支配から解放されると、ヒサリャは東ルメリ自治州の一部となり、1885年のブルガリア統一によってブルガリア領となった。その後、この地の温泉が再発見されると、再びリゾート地として街は再興された。
1945年、共産主義政権の発足にともなって、富豪らのもつ別荘が国有化され、温泉は広く大衆に解放された。1992年の民主化以降、国有化された財産の返還の課程で、こうした別荘はかつての保有者の子孫に返還されたが、そのため十分な手入れができなくなり、これらの別荘は使用できない状態となっている。

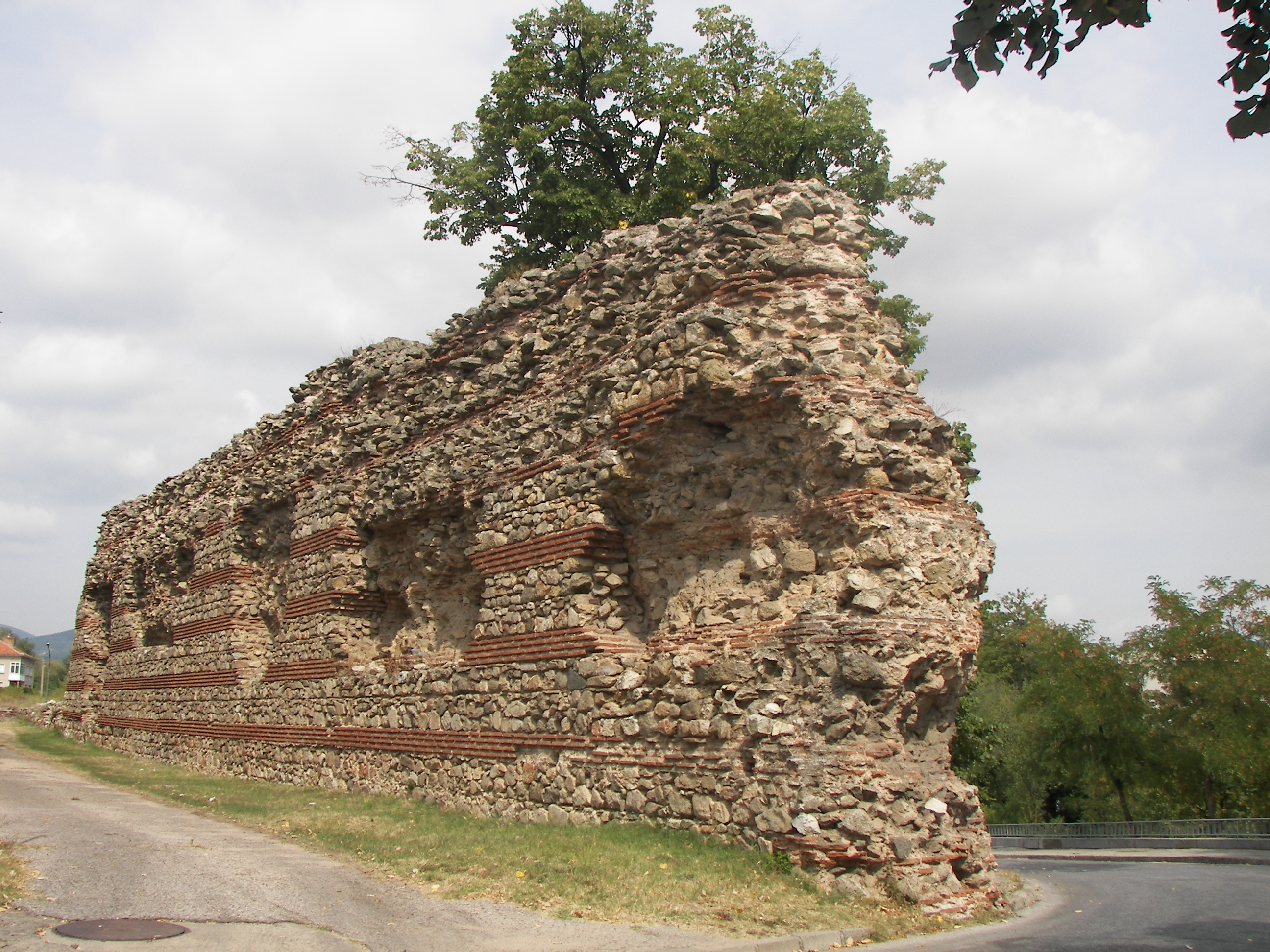
ローマ遺跡

## 町村
ヒサリャ基礎自治体（Община Хисаря）にはその中心であるヒサリャをはじめとする、以下の町村（集落）が存在している。
| - Беловица - Красново - Кръстевич - Мало Крушево - Михилци - Мътеница | - Ново Железаре - Паничери - Старо Железаре - Старосел - Хисаря - Черничево |

## ヒサリャにちなんだ命名
南極・サウス・シェトランド諸島のスミス島（Smith Island）にあるヒサリャ洞窟（Hisarya Cove）は、ヒサリャにちなんで命名された。